# Aedes
Aedes es un género de mosquito culícido frecuente en todo el mundo y especial en áreas tropicales y subtropicales. El nombre procede del griego aēdēs, que significa odioso. Transmiten, entre otras enfermedades, la fiebre amarilla, el dengue, la fiebre del Zika y la dirofilariasis canina. En la Polinesia, Aedes polynesiensis trasmite la filariasis linfática producida por Brugia y otros nematodos relacionados.
Los mosquitos Aedes presentan a menudo bandas negras y blancas en cuerpo y patas pero pueden presentar también otras coloraciones. Aunque algunos científicos sostienen que parte de las especies debieran trasladarse al género Stegomyia, al haber elevado este subgénero al rango de género, la mayor parte de la comunidad científica mantiene la nomenclatura anterior.

## Clasificación
El género Aedes incluye múltiples subgéneros, considerados por algunos autores con la categoría géneros
- Abraedes Zavortink
- Acartomyia Theobald
- Aedes Meigen
- Aedimorphus Theobald
- Alanstonea Mattingly
- Albuginosus Reinert
- Ayurakitia Thurman
- Aztecaedes Zavortink
- Belkinius Reinert
- Bifidistylus Reinert, Harbach and Kitching
- Borichinda Harbach and Rattanarithikul
- Bothaella Reinert
- Bruceharrisonius Reinert
- Cancraedes Edwards
- Catageiomyia Theobald
- Catatassomyia Dyar and Shannon
- Christophersiomyia Barraud
- Coetzeemyia Huang, Mathis & Wilkerson
- Collessius Reinert, Harbach and Kitching
- Cornetius Huang
- Dahliana Reinert, Harbach and Kitching
- Danielsia Theobald
- Dendroskusea Edwards
- Diceromyia Theobald
- Dobrotworskyius Reinert, Harbach and Kitching
- Downsiomyia Vargas
- Edwardsaedes Belkin
- Elpeytonius Reinert, Harbach and Kitching
- Finlaya Theobald
- Fredwardsius Reinert
- Georgecraigius Reinert, Harbach and Kitching
- Geoskusea Edwards
- Gilesius Reinert, Harbach and Kitching
- Gymnometopa Coquillett
- Halaedes Belkin
- Himalaius Reinert, Harbach and Kitching
- Hopkinsius Reinert, Harbach and Kitching
- Howardina Theobald
- Huaedes Huang
- Hulecoeteomyia Theobald
- Indusius Edwards
- Isoaedes Reinert
- Jarnellius Reinert, Harbach and Kitching
- Jihlienius Reinert, Harbach and Kitching
- Kenknightia Reinert
- Kompia Aitken
- Leptosomatomyia Theobald
- Levua Stone and Bohart
- Lewnielsenius Reinert, Harbach and Kitching
- Lorrainea Belkin
- Luius Reinert, Harbach and Kitching
- Macleaya Theobald
- Molpemyia Theobald
- Mucidus Theobald
- Neomelaniconion Newstead
- Nomina Dubia 14
- Nyctomyia Harbach and Linton
- Ochlerotatus Lynch Arribalzaga
- Paraedes Edwards
- Patmarksia Reinert, Harbach and Kitching
- Petermattinglyius Reinert, Harbach and Kitching
- Phagomyia Theobald
- Polyleptiomyia Theobald
- Protomacleaya Theobald
- Pseudarmigeres Stone and Knight
- Pseudoskusea Theobald
- Rampamyia Reinert, Harbach and Kitching
- Rhinoskusea Edwards
- Rusticoidus Shevchenko and Prudkina
- Sallumia Reinert, Harbach and Kitching
- Scutomyia Theobald
- Skusea Theobald
- Stegomyia Theobald
- Tanakaius Reinert, Harbach and Kitching
- Tewarius Reinert
- Vansomerenis Reinert, Harbach and Kitching
- Zavortinkius Reinert